# David Scott (politiker)
David A. Scott, född 27 juni 1945 i Aynor, South Carolina, är en amerikansk demokratisk politiker. Han representerar delstaten Georgias trettonde distrikt i USA:s representanthus sedan 2003.
Scott avlade 1967 sin kandidatexamen vid Florida Agricultural and Mechanical University i Tallahassee. Han avlade sedan 1969 sin master vid Wharton School i Philadelphia. Han var ledamot av Georgia House of Representatives, underhuset i delstatens lagstiftande församling, 1974-1982. Han var sedan ledamot av delstatens senat 1982-2002. Han blev invald i USA:s representanthus i kongressvalet 2002. Han har omvalts tre gånger.
Han är gift med Alfredia Aaron och har två barn.